# Titini (dramaturg)
Titini  (en llatí: Vettius Titinius) va ser un dramaturg romà les produccions del qual pertanyen a la classe de la Comoedia Togata. Marc Terenci Varró en parla molt bé d'aquest autor, a causa de l'habilitat amb què desenvolupava els personatges portats a escena.
Pel que diu Varró es dedueix que era més jove que Cecili i més vell que Terenci i, per tant, hauria florit cap a l'any 170 aC. Els gramàtics, especialment Noni Marcel, han conservat els títols d'almenys 14 obres, juntament amb alguns fragments, que conserven una aparença antiga.